# Stéphane Vial
Ne doit pas être confondu avec Stéphane Vial (athlétisme).
Pour les articles homonymes, voir Vial.
Stéphane Vial est un philosophe et un chercheur en design franco-canadien, spécialisé dans la philosophie de la révolution numérique, la théorie du design et le design pour la santé mentale numérique. "Pionnier des recherches en philosophie du numérique", il a contribué à mieux comprendre l'impact du numérique sur la perception,,,. Auteur reconnu dans le domaine du design, il a contribué à l'avancement et à la vulgarisation de la théorie du design ,,, ainsi qu'à la construction de celui-ci comme discipline universitaire de langue française,. Ses travaux actuels portent sur le design et le codesign en e-santé mentale,,, et se concentrent sur le projet primé Mentallys, qui vise à améliorer l'accès aux soins de santé mentale au Québec,.

## Biographie
Docteur en philosophie de l'Université Paris-Descartes, diplômé en psychologie clinique de l'Université Paris Diderot, habilité à diriger des recherches (H.D.R.) en design de l'Université de Nîmes, Stéphane Vial est Professeur à l'École de design de l'Université du Québec à Montréal, où il est titulaire de la Chaire Diament en design pour la cybersanté mentale et directeur de la rédaction de la revue Sciences du Design publiée aux Presses universitaires de France. Précédemment, il était maître de conférences en design à l'Université de Nîmes et, avant cela, professeur de philosophie en arts appliqués à l'École Boulle (Paris) et psychologue clinicien à l'Hôpital Tenon (Paris).

### Ouvrages
- Philosophie Terminale L, ES, S : Examen, Paris, Hatier, coll. « Prépabac », 2005 (1re édition), 2009 (2e édition), 2012 (3e édition entièrement refondue), 2016 (4e édition) (ISBN 978-2-218-99545-3, présentation en ligne)
- Kierkegaard, écrire ou mourir, Paris, Presses universitaires de France, coll. « Perspectives critiques », 2007, 142 p. (ISBN 978-2-13-056370-9, présentation en ligne)
- Court traité du design, Paris, Presses universitaires de France, coll. « Travaux pratiques », 2010, 121 p. (ISBN 978-2-13-058694-4, présentation en ligne)
- Court traité du design, Paris, Presses universitaires de France, coll. « Quadrige », 2014, 88 p. (ISBN 978-2-13-062739-5, présentation en ligne)
- L'être et l'écran : comment le numérique change la perception, Paris, Presses universitaires de France, coll. « Hors collection », 2013, 333 p. (ISBN 978-2-13-062170-6, présentation en ligne)
- Le design, Paris, Presses universitaires de France, coll. « Que sais-je ?, no. 3991 », 2015, 127 p. (ISBN 978-2-13-062043-3, présentation en ligne)
- Le design, Paris, Que sais-je ?, no. 3991, 2017, 126 p. (ISBN 978-2-13-079965-8, présentation en ligne)
- L'être et l'écran : comment le numérique change la perception, Paris, Presses universitaires de France, coll. « Quadrige », 2017, 301 p. (ISBN 978-2-13-079612-1, présentation en ligne)
- Advancements in the Philosophy of Design, Dordrecht, Springer, coll. « Design Research Foundations », 2018, 564 p. (ISBN 978-3-319-73301-2, présentation en ligne)
- Being and the Screen. How the Digital Changes Perception. Published in one volume with A Short Treatise on Design, Cambridge, MA, The MIT Press, coll. « Design Thinking, Design Theory », 2019, 280 p. (ISBN 978-0-262-04316-8, présentation en ligne, lire en ligne)
- Le design, Paris, Que sais-je ?, no. 3991, troisième édition (mise à jour majeure), 2021 (ISBN 978-2-7154-0564-6, présentation en ligne)